# 센티넬라 멸종
센티넬라 멸종(Centinelan Extinction)이란 에콰도르의 센티넬라 봉에서 일어난 멸종 사건이다.

## 역사
1978년 생물학자 알윈 존트리와 캐러웨이 도슨이 약 90종의 미기록 생물을 발견하였다. 그러나 이곳이 농장으로 변하게 된 이후, 나머지는 기록할 수 없는 상태로 멸종해버렸다.
그러나 이후 시간이 지나면서 센티넬라에서 다시 새로운 종을 찾을 수 있게 되었다. 새롭게 발견된 종이 바로 가스테란투스 익스팅크투스이다.

## 영향
이 사례처럼 미리 발견되기도 전에 멸종하는 현상을 센티넬라의 이름을 따서 센티넬라 멸종이라고 부른다.

## 같이 보기
- 가스테란투스 익스팅크투스